# Kroonvaarders
De Kroonvaarders is een vereniging van voormalig personeel van de Koninklijke Nederlandse Stoomboot-Maatschappij (KNSM).
Deze rederij was in 1856 opgericht en ging in 1981 op in het grotere bedrijf Nedlloyd.
De vereniging bevordert het onderling contact, en beheert een website waarop van alle vroegere KNSM-schepen de monsterrollen zullen verschijnen. Daarnaast organiseren de Kroonvaarders samen met de Vereniging Ons Suriname de jaarlijkse plechtigheid op 4 mei bij het KNSM-monument in Amsterdam, waarmee de zeelieden worden herdacht die tijdens de Tweede Wereldoorlog sneuvelden terwijl zij dienstdeden op Nederlandse koopvaardijschepen die door de geallieerden werden ingezet voor bevoorrading.
In 1956 werd door het KNSM-personeel ter gelegenheid van het honderdjarig bestaan van de KNSM een door Albert Termote gemaakte beeldengroep Amphitrite aan de rederij geschonken. Na het verdwijnen van de KNSM in 1979 van het KNSM-eiland verzeilde deze beeldengroep in 1981 bij een schroothandelaar. Dankzij de Kroonvaarders echter, kreeg de beeldengroep in 1989 een plaats in het water aan de Prins Hendrikkade. Op 16 mei 2009  is deze beeldengroep weer teruggebracht naar het inmiddels tot woongebied getransformeerde KNSM-eiland niet ver van de plek waar het oorspronkelijk opgesteld stond.